# Colette Duval
Pour les articles homonymes, voir Duval.
Colette Duval, née le 28 juillet 1930 à Ruesnes et morte le 22 mai 1988 à La Garenne-Colombes, est une parachutiste française, mannequin de haute couture et comédienne.

## Biographie

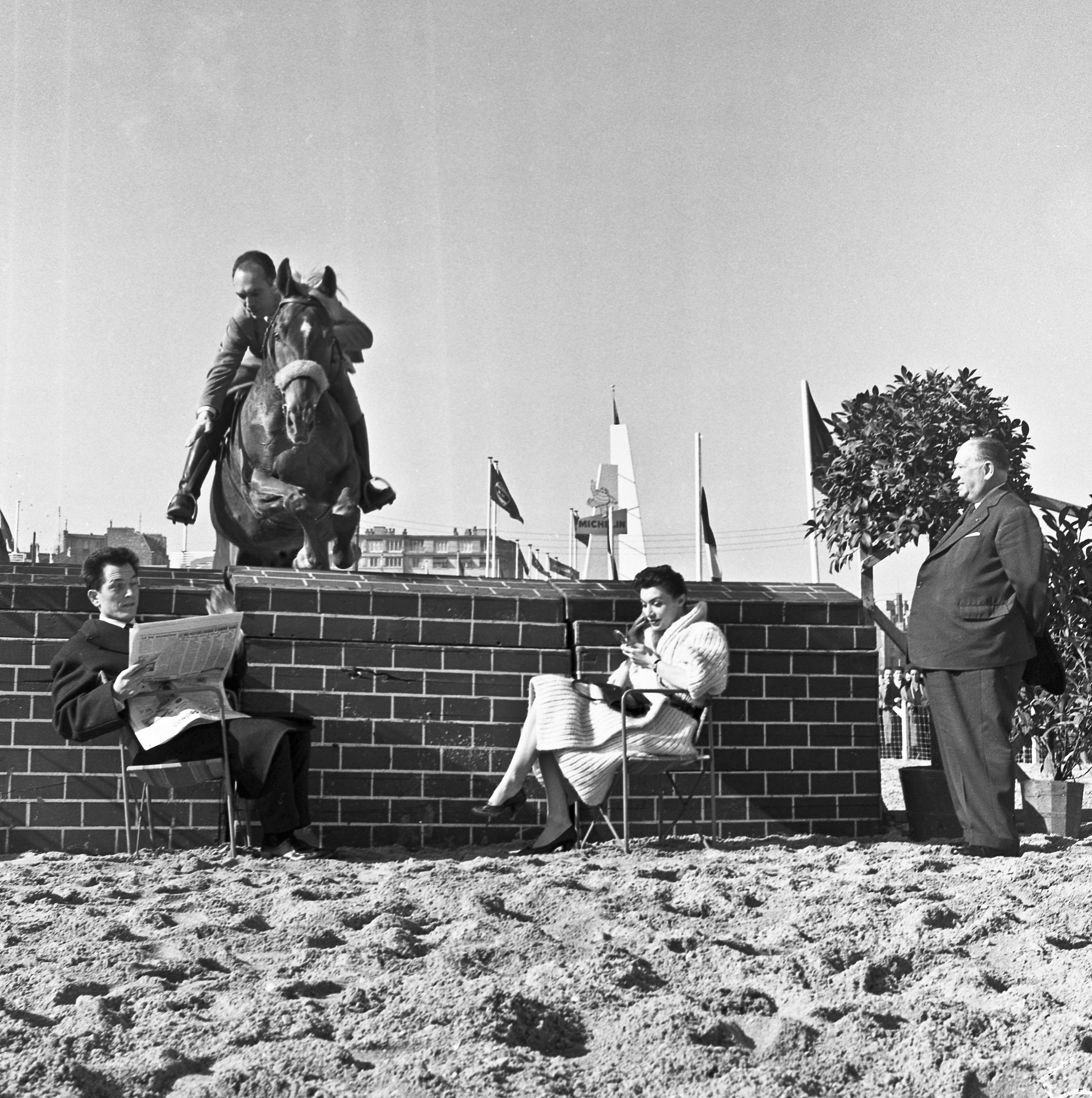
Colette Duval, Gil Delamare et Pierre Jonquères d'Oriola au salon international de l'agriculture de 1957.

En 1951, à 21 ans, elle débute dans le parachutisme à Saint-Yan (Saône-et-Loire).
Le 28 août 1955 au-dessus de Cannes, elle saute d'environ 8 600 mètres d'altitude depuis un avion Nord 2501. Elle a failli se noyer et son record ne sera pas homologué par manque de précision sur la hauteur exacte de son saut.
En 1956, elle a une liaison médiatisée avec le cascadeur automobile Gil Delamare.
Durant un séjour du couple au Brésil, elle saute le 23 mai 1956 d'un bombardier Forteresse Volante B-17 prêté par l'armée locale au-dessus de la baie de Rio de Janeiro, d'une altitude de plus de 37 500 pieds (12 080 mètres selon la tour de contrôle locale). Elle ouvre son parachute à 250 mètres du niveau de l'océan, soit une chute de plus de 11 830 mètres. Repêchée dans l'Atlantique, son record mondial ne sera finalement pas non plus homologué, l'ensemble des conditions règlementaires n'ayant pas été réunies, la tour de contrôle n'ayant été, de plus, pas avertie.
En 1958, elle établit une meilleure performance internationale avec huit autres parachutistes (dont Gil Delamare et Andernos Mosconi) à Blida, en sautant d'une hauteur de 7 000 mètres de nuit. La même année, elle joue son propre rôle dans le film Une balle dans le canon.
En 1959, elle participe à un concours du trajet le plus rapide entre l'Arc de triomphe et le Marble Arch à bord d'un avion de combat Vautour,.
Une mauvaise chute mit fin à sa carrière de parachutiste en 1960.
Elle s’improvise alors forestière lors d’un séjour gabonais puis retourne en France et fonde une boutique de mode au Caunet avant d’ouvrir une boîte de nuit à Font-Romeu.
Elle sera aussi actrice dans Un clair de lune à Maubeuge (1962), Mort d'un pourri (1977), L'Homme pressé (1977), et Sauve-toi, Lola (1986).
Un dossier lui est consacré dans Aviation Magazine International no 134 du 26 mai 1955, à la suite de ses exploits sud-américains.
Régisseuse pour Les Frères ennemis, elle remplace au sein du duo Teddy Vrignault après sa disparition. 
Elle meurt en 1988 d'un cancer et est enterrée au cimetière Condé, à Saint-Maur-des-Fossés (Val-de-Marne) avec son compagnon, le cascadeur et acteur Gil Delamare.

## Filmographie
- 1986 : Sauve-toi, Lola de Michel Drach
- 1984 : Les Brésiliennes du bois de Boulogne de Robert Thomas : Mme. Solange
- 1978 : On peut le dire sans se fâcher de Roger Coggio
- 1978 : Tendre Poulet de Philippe de Broca
- 1977 : L'Homme pressé de Édouard Molinaro
- 1977 : Mort d'un pourri  de Georges Lautner
- 1963 : La Cage de Robert Darène
- 1962 : Un clair de lune à Maubeuge de Jean Chérasse
- 1960 : Suspense au Deuxième Bureau de Christian de Saint-Maurice
- 1958 : Une balle dans le canon de Michel Deville et Charles Gérard

## Publications
- La sainte pétoche, Fayard, 1959.
- Mon parachute et moi, Hachette, 1961.
- S'en fout la mort, Fanval, 1986, Fanval.